# ریناتو پیوویزان
ریناتو پیوویزان (به پرتغالی: Renato Moulin Piovezan) دروازه‌بان اهل برزیل است که در شهر Cachoeiro de Itapemirim و در تاریخ ۲۴ آوریل ۱۹۸۶ به دنیا آمده‌است.
ریناتو پیوویزان در تیم‌های فوتبال باشگاه فوتبال کیه‌وو ورونا سابقهٔ حضور دارد.